# Bactrocera naucleae
Bactrocera naucleae är en tvåvingeart som beskrevs av Drew och Romig 2001. Bactrocera naucleae ingår i släktet Bactrocera och familjen borrflugor. Inga underarter finns listade.